# Paul DeLay
Paul Joseph deLay (Portland (Oregon), 31 januari 1952 – 7 maart 2007) was een Amerikaanse bluesmuzikant (zang, mondharmonica).

## Biografie
Zijn muzikale carrière begon in de vroege jaren 1970 met de band Brown Sugar, die tal van optredens aan de West Coast speelde. In 1976 vormden hij en gitarist Jim Mesi de Paul deLay Blues Band, die tot ver in de jaren 1980 optrad. De band nam in die tijd ook verschillende albums op. Eind jaren 1980 leed deLay aan alcohol- en cocaïneverslaving. In 1990 werd hij gearresteerd wegens drugshandel en zat hij 41 maanden gevangenisstraf uit. Hij trad op in de gevangenis in Walla Walla met Michael Morey van Seattle's Alleged Perpetrators op bas. Tijdens zijn detentie ging zijn band verder zonder hem, trad op als de No deLay Band en met de bluesvrouw Linda Hornbuckle uit Portland als leadzanger in plaats van deLay. Na zijn vrijlating uit de gevangenis voegde deLay (nu clean en nuchter) zich weer bij de band en nam hij een reeks veelgeprezen albums op.
In 2002 stelde deLay de definitieve bezetting van zijn band samen, met David Vest die de leadzang deelde en piano speelde, Peter Dammann op gitaar en Jeff Minnick en Dave Kahl op drums en bas. Een live-cd met deze bezetting werd in 2007 uitgebracht en kwam in de top tien van de nationale blueslijst van Billboard terecht. Paul deLay bleef toeren en opnemen tot aan zijn laatste ziekte. In maart 2007, na zijn terugkeer naar Portland van een optreden in Klamath Falls, Oregon, voelde deLay zich ziek en zocht medische hulp. Er werd ontdekt dat hij leed aan leukemie in het eindstadium. Hij raakte spoedig in een coma waarvan hij niet meer zou herstellen. Hij stierf in Portland op 7 maart 2007 op 55-jarige leeftijd. Een uitvloeisel van de herdenkingsconcerten is een jaarlijks terugkerend evenement, een uitkering voor een beurs bij Ethos, een non-profit muziekeducatieprogramma in Portland, in naam van deLay.

## Onderscheidingen en prestaties
Gedurende zijn carrière ontving deLay een W.C. Handy Award voor beste instrumentalist, een opname van het jaar-prijs van de Portland Music Association en verschillende prijzen van de Cascade Blues Association.

## Overlijden
Paul DeLay overleed in maart 2007 op 55-jarige leeftijd aan leukemie en zijn alcohol- en heroïneverslaving.

## Discografie

### Albums
- 1970: Teasin'
- 1985: The Blue One
- 1988: American Voodoo
- 1988: Burnin'
- 1992: Paulzilla
- 1996: The Paul deLay Band
- 1996: Take It From The Turnaround
- 1996: Ocean Of Tears
- 1998: Nice and Strong
- 1998: You're Fired
- 1999: Delay Does Chicago
- 2001: Heavy Rotation
- 2007: Last Of The Best

### Gastoptredens
- 2001: Kid Ramos Greasy Kid's Stuff
- 2002: Alice Stuart Can't Find No Heaven
- 2005: Untapped Blues Festival : 2004 Live!
- ????: Let the Good Times Roll: A NW Tribute to Ray Charles

- Bibliothèque nationale de France: cb14035634h (data)
- International Standard Name Identifier: 0000 0000 0107 116X
- Library of Congress Control Number: no98022180
- MusicBrainz: 852c261a-7724-44d3-94aa-cfadc2e603fd
- Système universitaire de documentation: 199821933
- Virtual International Authority File: 54347223
- WorldCat: E39PBJwhCKpbyYFGY7f8ywbDbd